# 698 (numero)
Seicentonovantotto (698) è il numero naturale dopo il 697 e prima del 699.

## Proprietà matematiche
- È un numero pari.
- È un numero composto con 4 divisori: 1, 2, 349, 698. Poiché la somma dei suoi divisori (escluso il numero stesso) è 352 < 698 è un numero difettivo.
- È un numero semiprimo.
- È un numero palindromo nel sistema di numerazione posizionale a base 4 (22322) e in quello a base 11 (585).
- È parte delle terne pitagoriche (360, 598, 698), (698, 121800, 121802).
- È un numero nontotiente (per cui la equazione φ(x) = n non ha soluzione).
- È un numero malvagio.

## Astronomia
- 698 Ernestina è un asteroide della fascia principale del sistema solare.
- NGC 698 è una galassia spirale della costellazione della Fornace.

## Astronautica
- Cosmos 698 è un satellite artificiale russo.

## Altri ambiti
- 698: la strada statale 698 del Porto di Civitavecchia (SS 698) è una strada statale italiana.